# San Cristóbal de la Polantera
San Cristóbal de la Polantera è un comune spagnolo di 1 040 abitanti situato nella comunità autonoma di Castiglia e León.